# Setodes chubhamyu
Setodes chubhamyu är en nattsländeart som beskrevs av Schmid 1987. Setodes chubhamyu ingår i släktet Setodes och familjen långhornssländor. Inga underarter finns listade i Catalogue of Life.